# Mittelassyrische Gesetze

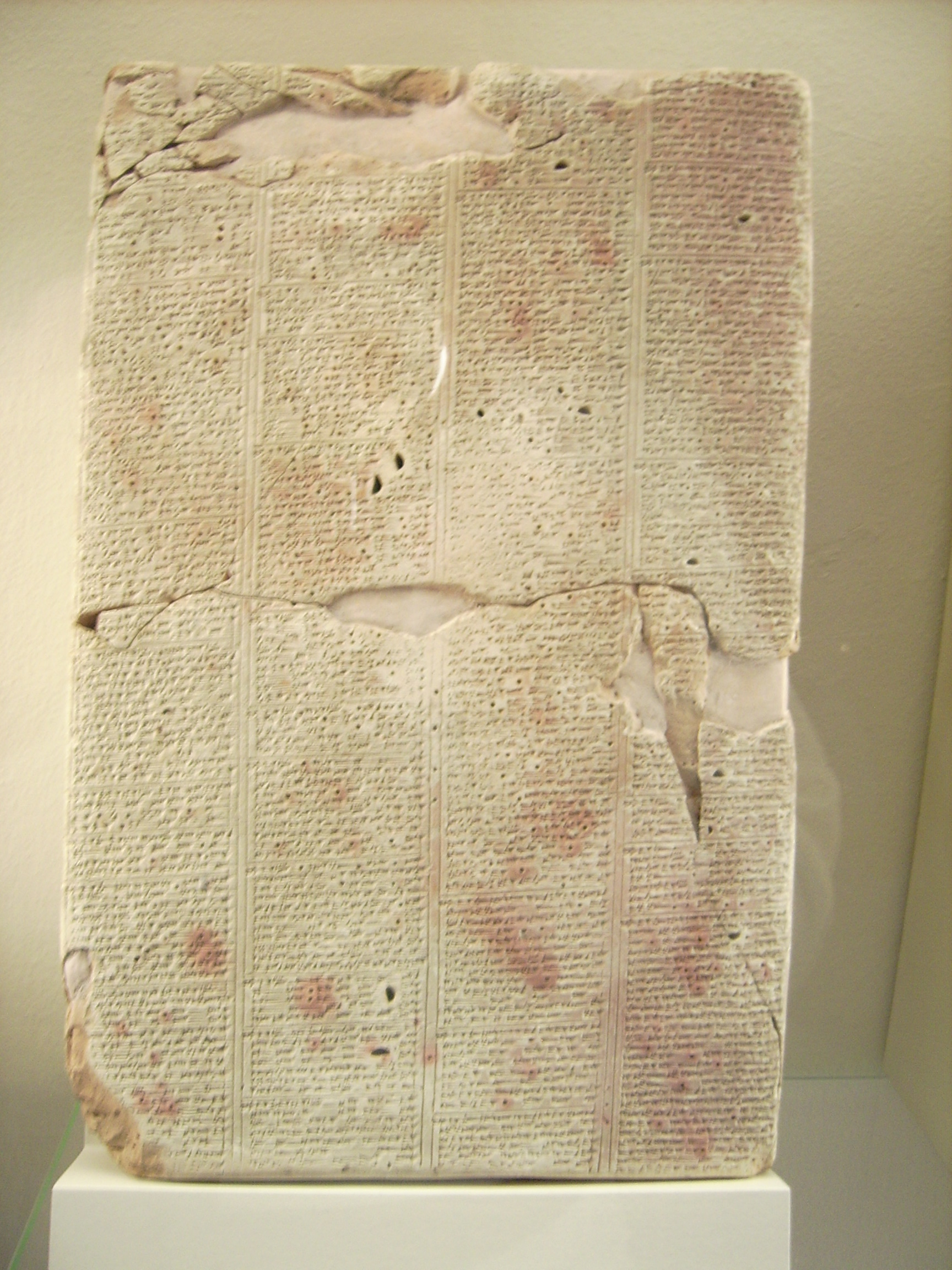
Mittelassyrische Gesetze, Tafel A (Pergamonmuseum)

Als mittelassyrische Gesetze bezeichnet man eine Sammlung von Rechtssprüchen aus dem 12. Jahrhundert v. Chr., die auf mehreren fragmentarischen, in Aššur gefundenen Tontafeln niedergeschrieben wurden und zu den wichtigsten Quellen für die Erforschung der Keilschriftrechte zählt.
Die Tafeln wurden bei den Ausgrabungen der Deutschen Orient-Gesellschaft zwischen 1903 und 1914 entdeckt und erstmals 1920 gemeinsam mit anderen Texten von Otto Schröder publiziert. Die erste umfassende Bearbeitung wurde 1935 vorgelegt und führte eine Nummerierung der Tafeln mit den Großbuchstaben A–J ein, die durch weitere Funde inzwischen bis O erweitert wurde. Gemeinsam mit dem berühmteren Codex Ḫammurapi waren die mittelassyrischen Gesetze Gegenstand vergleichsweise umfangreicher wissenschaftlicher Untersuchungen, so dass heute zahlreiche Übersetzungen derselben ins Deutsche, Englische, Französische, Polnische, Italienische, Norwegische und Russische existieren.
Die Sammlung wurde im 12. Jahrhundert v. Chr. in der Regierungszeit des Ninurta-apil-ekur (1181–1169 v. Chr.) kompiliert, spiegelt zumindest teilweise jedoch auch älteres mittelassyrisches Recht wider. Der Erhaltungszustand der Tafeln variiert stark, am besten sind die Tafeln A und B erhalten. Erhalten sind:
- Tafel A (auch Frauenspiegel): 60 Rechtssätze zum Frauen- und Eherecht
- Tafel B: 18 Rechtssätze zum Liegenschaftsrecht
- Tafeln C/G: 11 Rechtssätze zum Sklavenrecht neben Schuldknechtschaft, Diebstahl und Verwahrung
- Tafel E: 2 Rechtssätze zu Untreue
- Tafel M: 3 Rechtssätze zum Seehandelsrecht
- Tafel N: 2 Rechtssätze zur Falschanklage
- Tafel O: 2 Rechtssätze zum Erbrecht

Aufgrund ihres Kompilationscharakters wurde die Rechtsnatur der mittelassyrischen Gesetze, wie auch für die babylonischen Codices, kontrovers diskutiert. Bereits Paul Koschaker stellte die These auf, dass es sich dabei um ein Rechtsbuch handeln könne. Dagegen wandten sich Godfrey R. Driver und John C. Miles mit ihrer Publizierung, deren Umschrift heute als veraltet angesehen wird, die wie später auch Guillaume Cardascia einen staatlichen Gesetzgeber am Werk sahen, der zumindest im Fall von Tafel A das Frauenrecht novellieren wollte. Beim Vergleich mit überlieferten Rechtsurkunden zeigt sich, dass zumindest ein Teil der mittelassyrischen Gesetze damals geltendes Recht wiedergeben.
Diskutiert wurde zudem auch das Verhältnis der mittelassyrischen Gesetze zum Codex Ḫammurapi. Zum einen wurde festgestellt, dass keine Vorschriften aus der altbabylonischen Rechtssammlung in den mittelassyrischen Gesetzen wiederholt wurde, dass aber zumindest eine Tendenz bestanden haben könnte, zu dieser abweichende Änderungen und Ergänzungen einzuführen. Zum anderen erreicht das literarische Niveau der mittelassyrischen Gesetze wegen ihrer mangelnden Deutlichkeit nicht die Stufe des Codex Hammurapi.